# Мария Гороховска
Мария Кондратиевна Гороховска (17 октомври 1921 г., Евпатория – 7 юли 2001 г., Тел Авив) е съветска гимнастичка, първата олимпийска шампионка в индивидуалното първенство. Притежателка на най-голям брой медали (седем), спечелени от жена на една олимпиада. Става олимпийски шампион на 30-годишна възраст, което надвишава възрастта на всички други абсолютни олимпийски шампиони. Световен шампион през 1954 г. в отборното първенство, многократен шампион на СССР. Заслужил майстор на спорта на СССР (1952). Международен съдия (1964).

## Биография
Родена е в Евпатория, еврейка по произход. Завършва е Феодосийския техникум по физкултура. През 1941 г. отива да постъпи в Ленинградския институт за физкултура. В началото на блокадата на Ленинград работи в болница, след което е евакуирана в Казахстан. След войната се завръща в Ленинград, където завършва института за физкултура „Лесгафт“. Отначало тренира в Ленинград в катедрата на института, състезава се за СК „Буревестник“. След тов се премества в Харков, където се състезава за харковския спортен клуб „Строител“. След края на спортната си кариера заминава за Евпатория и работи като детски треньор, а също така преподава в техникума по физкултура в града.
Докато все още учи в Ленинградския държавен институт по физкултура, през 1948 г. тя става шампионка на СССР по спортна гимнастика в състезания на греда. Впоследствие тя става шампион на СССР още 10 пъти, при което на два пъти (през 1951 и 1952 г.) е абсолютен шампион.
През 1952 г. националният отбор на СССР за първи път участва на Олимпийски игри. В същото време за първи път в историята на Олимпийските игри се провежда състезание за титлата абсолютен шампион. Мария Гороховска става абсолютен шампион на Олимпиадата, а заедно с отбора на СССР – шампион в отборното първенство, печели сребърни медали и на четирите уреда, както и, заедно с отбора, сребърен медал в отборното състезание с предмети. Тя печели златния си медал малко по-късно от дискохвъргачката Нина Ромашкова. Този медал стана вторият за жените в историята на СССР на Олимпийски игри. Мария Гороховска притежава рекорда за най-много медали, спечелени от жена на една Олимпийска игра (седем), както и за най-възрастната от всички абсолютни олимпийски шампионки по време на представянето си (на 30 години).
През 1954 г. Мария Гороховска се състезава на световното първенство, печелейки златен медал в отборното първенство и бронзов медал във волната програма. След това тя напуска спорта.
Работи като треньор в Евпатория от 1977 г. През 1990 г. тя емигрира в Израел, където остава до смъртта си през 2001 г. Там, заедно с Агнеш Келети, тренира деца.
През 1991 г. е поставена в Международната еврейска спортна зала на славата.

## Награди
- Орден „Червено знаме на труда“ (27 април 1957 г.)

## Памет
На 14 юни 2017 г., на сградата на Спортния дворец в Евпатория, е открита паметна плоча на М. Гороховска.